# Élection présidentielle sud-coréenne de 1956
La troisième élection présidentielle de Corée du Sud a eu lieu le 15 mai 1956. C'est une victoire pour Syngman Rhee qui est réélu avec 70,0 % des voix. La participation était de 94,4 %.
À cette époque Rhee, le président en place, contrôlait totalement la vie politique. Tandis que Rhee avait pour objectif de « marcher vers le nord et d'unifier la Corée », son adversaire, Cho Bong-am, basa sa campagne sur l'obtention d'une réunification pacifique.

## Résultats
| Rang      | Candidats           | Parti         | Votes     | %      |
| --------- | ------------------- | ------------- | --------- | ------ |
| 1         | Syngman Rhee        | Parti libéral | 5 046 437 | 70,0 % |
| 2         | Cho Bong-am         | Indépendant   | 2 163 808 | 30,0 % |
|           | Votes blancs / nuls |               | 1 856 818 |        |
| Électeurs | Électeurs           | Électeurs     | 9 067 063 | 100 %  |

Syngman Rhee, président en fonction depuis 1948, est reconduit. Il sera de nouveau plébiscité en mars 1960 avant d'être poussé à la démission la même année lors de la révolution d'avril.
Cho Bong-am dépasse les attentes et reçoit 30 % des intentions de vote. Trois ans plus tard, Cho est accusé d'avoir violé la loi de sécurité nationale et exécuté.